# ルミノール

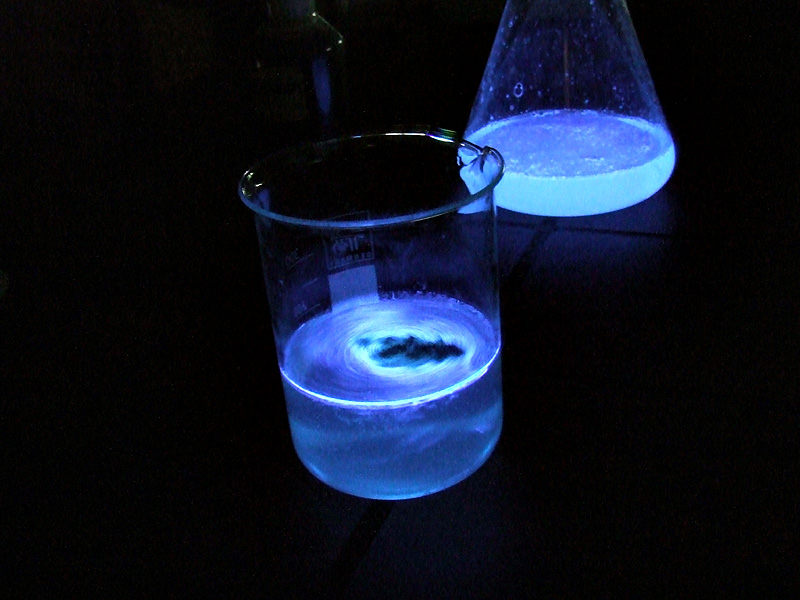
ルミノール反応による発光

ルミノール (luminol) は、窒素含有複素環式化合物の一種で、鑑識や、化学の演示実験に欠かせない試薬である。過酸化水素とともに用いると、血液の存在を強い発光で知らせる。その発光反応はルミノール反応と呼ばれる。水に不溶だが、塩基性水溶液には可溶。

## 製法
3-ニトロフタル酸より、実験室にてルミノールを合成する経路の一例を概説する。
1. 3-ニトロフタル酸のトリエチレングリコール溶液にヒドラジン水溶液を加えて加熱し、脱水縮合・環化した 5-ニトロフタルヒドラジドとする。
2. 5-ニトロフタルヒドラジドの水酸化ナトリウム水溶液に、亜二チオン酸ナトリウム (Na2S2O4) を加えて加熱し、酢酸で中和後、ニトロ基がアミノ基へと還元されたルミノールの沈殿を得る。

## ルミノール反応
アルカリ性の水溶液中、ルミノールは過酸化水素 (H2O2) と反応して波長460ナノメートルの強い紫青色の発光を示す。この反応は銅、コバルトなどの遷移金属およびその錯体（化学の実験室ではヘキサシアニド鉄(III) 酸カリウム（フェリシアン化カリウム） K3[Fe(CN)6] を用いる）、ある種の酵素によって触媒される。これを利用して過酸化水素および触媒となる金属種の微量定量・定性試験を行う。ヘミン・ヘモグロビンあるいは血液は発光反応の触媒になるので、血液の鑑識に古くから用いられている。この反応をルミノール反応という。
塩基水溶液中におけるルミノール反応の機構は諸説あり定まっていない。3-アミノフタル酸のジアニオンの一重項励起状態（下図中下）が直接の発光種であるという点は諸説で共通しており、実際にルミノールが示す化学発光と 3-アミノフタル酸を塩基性水溶液中において励起した際に示す蛍光は等しい。下のスキームは提案された機構の例であるが、その中では塩基の作用によりルミノールからジアニオン中間体（下図右上）が発生するものと仮定している。そこから酸化を受けてアザキノン中間体（ルミノールの -NH-NH- 構造が -N=N- になったもの）に変わり、ヒドロペルオキシドアニオン (HOO−) の付加と窒素分子の脱離を経て 3-アミノフタル酸のジアニオンとなるとする。
別に提案されている機構ではルミノールのジアニオン中間体を経ずに、鉄(III) などの触媒と塩基の作用によりアニオンラジカルが出たところへスーパーオキシドアニオンが環化付加し、窒素分子が脱離してフタル酸ジアニオンへ変わるとする。また、ルミノールからまず発生するモノアニオンが酸化を受けて中性ラジカルとなった後に不均化によりアザキノン中間体を与える機構も提案されている。

### 鑑識や法科学的調査での使用
ルミノール試験
警察の鑑識で、ルミノール反応を応用したルミノール試験が行われる。ルミノール試験とは、血痕の鑑識に用いられる試験で、現場から血痕を探す場合などに利用される。斑点にルミノールの塩基性溶液と過酸化水素水との混液を塗布、または噴霧して暗所で見ると、斑点が血痕であれば青白い光を発する。本法は化学発光に基づく試験できわめて鋭敏で、新鮮な血痕より、ヘミンを形成しているような古い血痕の方が発光が強い。
その他の触媒物質
ただし、先に述べた通り、血液は触媒となる物質のひとつに過ぎない。過酸化水素を分解する物質はルミノール反応の触媒となる。たとえば、大根にはパーオキシダーゼ（peroxidase、ペルオキシダーゼとも呼ばれる）という酵素が含まれているが、パーオキシダーゼは過酸化水素を分解し、物質の酸化反応を促進する触媒の働きをする。パーオキシターゼは大根だけでなく、セイヨウワサビやキュウリ、ニンジンをはじめとする植物に含まれており、食品添加物としても使用されている。従って、ルミノールと過酸化水素水の混合溶液を、パーオキシダーゼを含む物質に触れさせると、ルミノール反応が起こる。
そのため、ルミノール反応による血液鑑定はあくまでも、予備試験にしか過ぎない。ルミノール反応で発光したとしても、ただちにそれが血痕と断定することはできない。この検査後、本当に血液であるかの鑑定、人間の血液であるかの鑑定をしなければ、裁判上の証拠能力としては低いものとなってしまう。
その他
1949年7月に起きた下山事件で、日本で初めてルミノール反応を利用した捜査が行われた。